# Championnat de Tchécoslovaquie féminin de handball
Le championnat de Tchécoslovaquie féminin de handball mettait aux prises les meilleures équipes de club de Tchécoslovaquie entre 1950 et 1993, à la suite de la dissolution de la Tchécoslovaquie le 31 décembre 1992.
Le Sparta Prague HC est le club le plus titré avec 7 championnats remportés. Ce club est également le seul en Tchécoslovaquie à avoir remporté la Coupe d'Europe des clubs champions, en 1962.
Aujourd'hui, les équipes évoluent dans l'un des championnats suivants :
- Championnat de Tchéquie
- Championnat de Slovaquie.

## Palmarès
| Saison  | Champion                | Vice-champion             | Troisième                 |
| ------- | ----------------------- | ------------------------- | ------------------------- |
| 1950    | Bratrství Sparta Prague | Dynamo Slavia Prague      | Obchodní domy Olomouc     |
| 1951    | non disputé             | non disputé               | non disputé               |
| 1952    | non disputé             | non disputé               | non disputé               |
| 1953    | Spartak Prague Sokolovo | TJ Tatran Olomouc         | Spartak Prague Stalingrad |
| 1954    | Spartak Prague Sokolovo | Spartak Prague Stalingrad | TJ Dynamo Prague          |
| 1955    | Spartak Prague Sokolovo | Slavoj PPM Prague         | Lokomotíva Bratislava     |
| 1956    | Lokomotíva Bratislava   | Slovan Plzeň              | Spartak Prague Sokolovo   |
| 1957    | non disputé             | non disputé               | non disputé               |
| 1957/58 | Spartak Prague Sokolovo | TJ Slavoj Prague          | Slovan Plzeň              |
| 1958/59 | Spartak Prague Sokolovo | Spartak Prague Stalingrad | TJ Dynamo Prague          |
| 1959/60 | TJ Dynamo Prague        | Spartak Prague Stalingrad | Spartak Prague Sokolovo   |
| 1960/61 | Spartak Prague Sokolovo | TJ Slavoj ZORA Olomouc    | TJ Dynamo Prague          |
| 1961/62 | ČKD Prague              | Spartak Prague Sokolovo   | TJ Štart Bratislava       |
| 1962/63 | ČKD Prague              | Spartak Prague Sokolovo   | TJ Štart Bratislava       |
| 1963/64 | ČKD Prague              | TJ Štart Bratislava       | Spartak Prague Sokolovo   |
| 1964/65 | TJ Bohemians Prague     | TJ ČSAD Plzeň             | TJ Slavoj ZORA Olomouc    |
| 1965/66 | TJ Bohemians Prague     | TJ Štart Bratislava       | TJ Slavoj ZORA Olomouc    |
| 1966/67 | TJ Slavoj ZORA Olomouc  | TJ Štart Bratislava       | TJ Bohemians Prague       |
| 1967/68 | TJ Bohemians Prague     | TJ Slavoj ZORA Olomouc    | TJ Odeva Hlohovec         |
| 1968/69 | TJ Odeva Hlohovec       | TJ Bohemians Prague       | TJ Slavoj ZORA Olomouc    |
| 1969/70 | TJ Odeva Hlohovec       | TJ Inter Bratislava       | TJ Plastika Nitra         |
| 1970/71 | TJ Plastika Nitra       | TJ Inter Bratislava       | TJ Odeva Hlohovec         |
| 1971/72 | TJ Plastika Nitra       | TJ Inter Bratislava       | TJ Odeva Hlohovec         |
| 1972/73 | TJ Odeva Hlohovec       | TJ Slavoj ZORA Olomouc    | TJ Inter Bratislava       |
| 1973/74 | HC Gottwaldov           | TJ Odeva Hlohovec         | TJ Štart Bratislava       |
| 1974/75 | TJ Inter Bratislava     | TJ Odeva Hlohovec         | TJ Štart Bratislava       |
| 1975/76 | TJ Štart Bratislava     | TJ Odeva Hlohovec         | TJ Slavoj ZORA Olomouc    |
| 1976/77 | HC Gottwaldov           | TJ Inter Bratislava       | TJ Štart Bratislava       |
| 1977/78 | TJ Inter Bratislava     | HC Gottwaldov             | Slovan Duslo Šaľa         |
| 1978/79 | TJ Inter Bratislava     | Iskra Partizánske (en)    | TJ Lokomotíva ZVL Prešov  |
| 1979/80 | Iskra Partizánske (en)  | HC Gottwaldov             | TJ Inter Bratislava       |
| 1980/81 | Iskra Partizánske (en)  | TJ Štart Bratislava       | TJ Inter Bratislava       |
| 1981/82 | TJ Štart Bratislava     | TJ Družstevník Topoľníky  | Iskra Partizánske (en)    |
| 1982/83 | TJ Štart Bratislava     | Iskra Partizánske (en)    | TJ ZVL Prešov             |
| 1983/84 | TJ ZVL Prešov           | TJ Družstevník Topoľníky  | Iskra Partizánske (en)    |
| 1984/85 | Iskra Partizánske (en)  | TJ Štart Bratislava       | TJ Družstevník Topoľníky  |
| 1985/86 | TJ ZVL Prešov           | Iskra Partizánske (en)    | TJ Štart Bratislava       |
| 1986/87 | TJ ZVL Prešov           | TJ Štart Bratislava       | TJ Inter Bratislava       |
| 1987/88 | Iskra Partizánske (en)  | HC Gottwaldov             | TJ ZVL Prešov             |
| 1988/89 | TJ ZVL Prešov           | Iskra Partizánske (en)    | TJ Inter Bratislava       |
| 1989/90 | Slovan Duslo Šaľa       | Iskra Partizánske (en)    | TJ Inter Bratislava       |
| 1990/91 | SK Slavia Prague        | Slovan Duslo Šaľa         | Tempo Partizánske (en)    |
| 1991/92 | Slovan Duslo Šaľa       | SK Slavia Prague          | Tempo Partizánske (en)    |
| 1992/93 | Slovan Duslo Šaľa       | Co-Impex Topoľníky        | SK Slavia Prague          |

## Bilan par club
| Club                                       | 1er | 2e | 3e | Saisons des titres                       |
| ------------------------------------------ | --- | -- | -- | ---------------------------------------- |
| Spartak Sokolovo/Sparta Prague             | 7   | 2  | 3  | 1950, 1953, 1954, 1955, 1958, 1959, 1961 |
| Spartak Stalingrad/ČKD/TJ Bohemians Prague | 6   | 4  | 2  | 1962, 1963, 1964, 1965, 1966, 1968       |
| Iskra Partizánske (en)                     | 4   | 5  | 4  | 1980, 1981, 1985, 1988                   |
| TJ ZVL Prešov                              | 4   | -  | 3  | 1984, 1986, 1987, 1989                   |
| TJ Štart Bratislava                        | 3   | 6  | 6  | 1976, 1982, 1983                         |
| TJ Inter Bratislava                        | 3   | 4  | 6  | 1975, 1978, 1979                         |
| TJ Odeva Hlohovec                          | 3   | 3  | 3  | 1969, 1970, 1973                         |
| Slovan Duslo Šaľa                          | 3   | 1  | 1  | 1990, 1992, 1993                         |
| TJ Gottwaldov                              | 2   | 3  | -  | 1974, 1977                               |
| Dynamo/SK Slavia Prague                    | 2   | 2  | 4  | 1960, 1991                               |
| TJ Plastika Nitra                          | 2   | -  | 1  | 1971, 1972                               |
| TJ Slavoj ZORA Olomouc                     | 1   | 3  | 4  | 1967                                     |
| Lokomotíva Bratislava                      | 1   | -  | 1  | 1956                                     |